# العلاقات الباهاماسية الفيتنامية
العلاقات الباهاماسية الفيتنامية هي العلاقات الثنائية التي تجمع بين باهاماس وفيتنام.

## مقارنة بين البلدين
هذه مقارنة عامة ومرجعية للدولتين:
| وجه المقارنة                                              | باهاماس      | فيتنام           |
| --------------------------------------------------------- | ------------ | ---------------- |
| المساحة (كم2)                                             | 13.88 ألف    | 331.69 ألف       |
| عدد السكان (نسمة)                                         | 395.36 ألف   | 94.66 مليون      |
| الكثافة السكانية (ن./كم²)                                 | 28.48        | 285.39           |
| العاصمة                                                   | ناساو        | هانوي            |
| اللغة الرسمية                                             | لغة إنجليزية | اللغة الفيتنامية |
| العملة                                                    | دولار بهامي  | دونغ فيتنامي     |
| الناتج المحلي الإجمالي (بليون دولار)                      | 12.16 مليار  | 234.19 مليار     |
| الناتج المحلي الإجمالي (تعادل القوة الشرائية) بليون دولار | 8.92 مليار   | 553.42 مليار     |
| الناتج المحلي الإجمالي الاسمي للفرد دولار أمريكي          | 22.82 ألف    | 2.48 ألف         |
| الناتج المحلي الإجمالي للفرد دولار أمريكي                 |              | 5.63 ألف         |
| مؤشر التنمية البشرية                                      | 0.790        | 0.666            |
| رمز المكالمات الدولي                                      | +1242        | +84              |
| رمز الإنترنت                                              | .bs          | .vn              |
| المنطقة الزمنية                                           | 00           | ت ع م+07:00      |

## منظمات دولية مشتركة
يشترك البلدان في عضوية مجموعة من المنظمات الدولية، منها:
| علم المنظمة | اسم المنظمة                        | تاريخ انضمام باهاماس | تاريخ انضمام فيتنام |
| ----------- | ---------------------------------- | -------------------- | ------------------- |
|             | مؤسسة التنمية الدولية              | 23 يونيو 2008        | 24 سبتمبر 1960      |
|             | يونسكو                             | 23 أبريل 1981        | 6 يوليو 1951        |
|             | وكالة ضمان الاستثمار متعدد الأطراف | 4 أكتوبر 1994        | 5 أكتوبر 1994       |
|             | الأمم المتحدة                      | 18 سبتمبر 1973       | 20 سبتمبر 1977      |
|             | الفريق المعني برصد الأرض           | ?                    | ?                   |
|             | الاتحاد البريدي العالمي            | ?                    | ?                   |
|             | البنك الدولي للإنشاء والتعمير      | 21 أغسطس 1973        | 21 سبتمبر 1956      |
|             | الاتحاد الدولي للاتصالات           | 19 أغسطس 1974        | 24 سبتمبر 1951      |
|             | منظمة حظر الأسلحة الكيميائية       | ?                    | ?                   |
|             | مؤسسة التمويل الدولية              | 8 ديسمبر 1986        | 4 أغسطس 1967        |
|             | منظمة الشرطة الجنائية الدولية      | ?                    | ?                   |

## وصلات خارجية
- موقع وزارة الخارجية الفيتنامية